# Damsdorf
Damsdorf è un comune di  abitanti dello Schleswig-Holstein, in Germania.

Appartiene al circondario (Kreis) di Segeberg (targa SE) ed è parte della comunità amministrativa (Amt) di Bornhöved.